# 友井羊
友井 羊（ともい ひつじ、1981年3月4日 -）は、日本の小説家・推理作家。群馬県高崎市出身、在住。國學院大學文学部哲学科卒業。
2011年、『僕はお父さんを訴えます』で第10回『このミステリーがすごい!』大賞の優秀賞を受賞してデビュー。2014年、『ボランティアバスで行こう』が「SRの会」が選ぶ2013年ベストミステリーの国内第1位に選ばれる。

## 作品リスト

### 単著

#### スープ屋しずくの謎解き朝ごはんシリーズ
- スープ屋しずくの謎解き朝ごはん（2014年11月 宝島社文庫）
  - 収録作品：噓つきなボン・ファム / ヴィーナスは知っている / ふくちゃんのダイエット奮闘記 / 日が暮れるまで待って / わたしを見過ごさないで
- スープ屋しずくの謎解き朝ごはん 今日を迎えるためのポタージュ（2016年2月 宝島社文庫）
  - 収録作品：モーニングタイム / シチューのひと / 山奥ガール / レンチェの秘密
- スープ屋しずくの謎解き朝ごはん 想いを伝えるシチュー（2017年11月 宝島社文庫）
  - 収録作品：似ているシチュー / ホームパーティーの落とし穴 / ゆっくり、育てる / 窓から見えない庭 / やわらかな朝に
- スープ屋しずくの謎解き朝ごはん まだ見ぬ場所のブイヤベース（2018年12月 宝島社文庫）
  - 収録作品：おばけが消えたあとにおやすみ / 野鳥の記憶は水の底に / まじわれば赤くなる / 大叔父の宝探し / 私の選ぶ白い道
- スープ屋しずくの謎解き朝ごはん 子ども食堂と家族のおみそ汁（2019年12月 宝島社文庫）
  - 収録作品：子ども食堂とふさぎこむ少女の秘密 / 揺れる香りは噓をつかない / 夕焼けに消えた泥棒の謎 / 非行少年の目的地
- スープ屋しずくの謎解き朝ごはん 心をつなぐスープカレー（2021年1月 宝島社文庫）
  - 収録作品：人参リモートワープ / 奏子ちゃんは学校に行かない / ひったくりとデリバリー / 在宅勤務の苦い朝 / ビーフカレーは巡る
- スープ屋しずくの謎解き朝ごはん 朝食フェスと決意のグヤーシュ（2021年11月 宝島社文庫）
  - 収録作品：優柔不断なブーランジェリー / 鶏の鳴き声が消えた朝 / 骨董市のひとめぼれ / 壊れたオブジェ / 朝活フェス当日 / 麻野と理恵の謎解きカフェごはん
- スープ屋しずくの謎解き朝ごはん 巡る季節のミネストローネ（2023年11月 宝島社文庫）
  - 収録作品：春待つ芽吹き / 真夏の島の星空の下 / 秋に君の言葉を聞きたい / 答えは冬に語られる
- スープ屋しずくの謎解き朝ごはん お茶会の秘密と二人だけのクラムチャウダー（2024年12月 宝島社文庫）
  - 収録作品：ダイヤモンドは消えない / あなたにトムカーガイを / ビル清掃は誘惑だらけ / 禁酒運転の証明方法

#### さえこ照ラスシリーズ
- さえこ照ラス（2015年5月 光文社 / 2018年5月 光文社文庫）
  - 収録作品：オバァの後遺障害認定事案 / 軍用地相続の調停事案 / モアイの相談 / 誘拐事件の国選弁護 / ユタの証明 / 親権問題の調停事案 / オジィとオバァの窃盗事件
- 沖縄オバァの小さな偽証 さえこ照ラス（2018年7月 光文社）
  - 収録作品：チャクシとユミの離婚相談 / 飲酒運転の刑事弁護 / 沙英子の長期休暇 / トートーメーの継承問題 / 生活保護受給者の借金問題 / 離島の刑事弁護事案 / 沖縄すば屋の相続問題

#### その他の作品
- 僕はお父さんを訴えます（2012年3月 宝島社 / 2013年3月 宝島社文庫）
- ボランティアバスで行こう！（2013年4月 宝島社 / 2014年2月 宝島社文庫）
- 向日葵ちゃん追跡する（2016年9月 新潮文庫nex）
- スイーツレシピで謎解きを 推理が言えない少女と保健室の眠り姫（2016年10月 集英社文庫）
  - 収録作品：チョコレートが出てこない / カトルカールが見つからない / シュークリームが膨らまない / フルーツゼリーが冷たくない / バースデイケーキが思い出せない / クッキーが開けられない / コンヴェルサシオンはなくならない / マカロンが待ちきれない
- 魔法使いの願いごと（2017年8月 講談社タイガ）
- 映画化決定（2018年1月 朝日新聞出版 / 2023年7月 集英社文庫）
- 無実の君が裁かれる理由（2019年8月 祥伝社 / 2023年2月 祥伝社文庫）
  - 収録作品：無意識は別の顔 / 正しきものは自白する / 痴漢事件とヒラメ裁判官 / 罪に降る雪
- 放課後レシピで謎解きを うつむきがちな探偵と駆け抜ける少女の秘密（2022年2月 集英社文庫）
  - 収録作品：膨らまないパンを焼く / 足りないさくらんぼを数える / 慣れないお茶会で語らう / 固まらない寒天を見逃す / 落ちない炭酸飲料を照らす / 食べられないアップルパイを訪ねる / 熟していないジャムを煮る/ かけがえのない誕生日ケーキを分け合う
- 100年のレシピ（2023年10月 双葉社）
  - 収録作品：2020年のポテトサラダ / 2004年の料理教室 / 1985年のフランス家庭料理 / 1965年の朝の食卓 / 1947年のじゃがいもサラダ

### アンソロジー
「」内が友井羊の作品
- 『このミステリーがすごい！』大賞10周年記念 10分間ミステリー（2012年2月 宝島社文庫）「柿」
- 5分で読める！ ひと駅ストーリー 乗車編（2012年12月 宝島社文庫）「忍者☆車窓ラン！」
- もっとすごい！ 10分間ミステリー（2013年5月 宝島社文庫）「マカロンと女子会」
- 5分で読める！ ひと駅ストーリー 夏の記憶 西口編（2013年7月 宝島社文庫）「憧れの白い砂浜」
- 5分で読める！ ひと駅ストーリー 冬の記憶 西口編（2013年12月 宝島社文庫）「『女の人』のいないバレンタイン」
- 5分で読める！ ひと駅ストーリー 本の物語（2014年12月 宝島社文庫）「この本は、あなただけのために」
- 5分で泣ける！ 胸がいっぱいになる物語（2015年3月 宝島社文庫）「柿」
- 5分で読める！ ひと駅ストーリー 食の話（2015年10月 宝島社文庫）「朝のミネストローネ」
- 5分で驚く！ どんでん返しの物語（2016年6月 宝島社文庫）「マカロンと女子会」「柿」
- 10分間ミステリー THE BEST（2016年9月 宝島社文庫）「柿」
- 5分でほろり！ 心にしみる不思議な物語（2017年3月 宝島社文庫）「忍者☆車窓ラン！」
- 推理作家謎友録 日本推理作家協会70周年記念エッセイ（2017年8月 角川文庫）※エッセイアンソロジー「Kについて」
- 共犯関係（2017年10月 ハルキ文庫）「Forever Friends」
- 怪を編む ショートショート・アンソロジー（2018年4月 光文社文庫）「血液型別あなたの今日の運命」
- 鍵のかかった部屋 5つの密室（2018年8月 新潮文庫nex）「大叔母のこと」
- 特選 THE どんでん返し（2019年4月 双葉文庫）「枇杷の種」
- 本格王2019（2019年7月 講談社文庫）「枇杷の種」
- 3分で読める！ コーヒーブレイクに読む喫茶店の物語（2020年6月 宝島社文庫）「麻野と理恵の謎解きカフェごはん」
- 5分でドキッとする！ 意外な恋の物語（2020年8月 宝島社文庫）「この本は、あなただけのために」
- 1話3分で驚きの結末！ 大どんでん返しの物語（2021年3月 宝島社）「柿」
- 3分で読める！ 眠れない夜に読む心ほぐれる物語（2021年7月 宝島社文庫）「探偵羊ケ丘氏の目覚め」
- 3分で仰天！ 大どんでん返しの物語（2023年1月 宝島社文庫）「探偵羊ケ丘氏の目覚め」
- 思い出ごはん（2023年3月 PHP文芸文庫）※エッセイアンソロジー「新しい味」
- 3分で読める！ ティータイムに読むおやつの物語（2023年4月 宝島社文庫）「祝福」
- 3分で殺す！ 不連続な25の殺人（2023年9月 宝島社文庫）「憧れの白い砂浜」
- #殺人事件の起きないミステリー 自薦『このミステリーがすごい！』大賞シリーズ傑作選（2023年9月 宝島社文庫）「ふくちゃんのダイエット奮闘記」
- 今夜は、鍋。―温かな食卓を囲む7つの物語―（2024年1月 新潮文庫nex）「両想い鍋パーティー事件」
- ミステリなスイーツ 甘い謎解きアンソロジー（2024年6月 双葉文庫）「チョコレートが出てこない」
- 眠れぬ夜のご褒美（2024年7月 ポプラ文庫）「深夜に二人で背脂ラーメンを」
- 放課後推理大全 学園ミステリーアンソロジー（2024年8月 朝日文庫）「カトルカールが見つからない」
- 3分で読める！ 一日の終わりに読むお酒の物語（2024年11月 宝島社文庫）「酔いが醒めると消える家」
- おいしい推理で謎解きを たべもの×ミステリ アンソロジー（2025年2月 双葉文庫）「噓つきなボン・ファム」

### 単著未収録作品
- ドッペルファミリア（宝島社『このミステリーがすごい! 2013年版』）
- 木通（集英社『小説すばる』2017年2月号）
- 大叔母のこと（新潮社『小説新潮』2017年7月号）
- 枇杷の種（光文社『小説宝石』2018年9月号）

## メディア・ミックス

### ラジオドラマ
- ボランティアバスで行こう！（2014年3月10日 - 3月15日、全5回、MBSラジオ『ありがとう浜村淳です』内で放送）[5]